# Fryerius grandidieri
Fryerius grandidieri är en insektsart som först beskrevs av Henri Saussure 1878.  Fryerius grandidieri ingår i släktet Fryerius och familjen syrsor. Inga underarter finns listade i Catalogue of Life.